# Newbiggin-by-the-Sea
Newbiggin-by-the-Sea is een civil parish in het bestuurlijke gebied Wansbeck, in het Engelse graafschap Northumberland. De plaats telt 6300 inwoners.